# The Boss (película)
The Boss (en España: Es la Jefa y en Hispanoamérica: La Jefa) es una película de comedia estadounidense, dirigida por Ben Falcone y coproducida y protagonizada por Melissa McCarthy, se estrenó el 8 de abril de 2016.

## Argumento
Michelle Darnell (Melissa McCarthy) es una despiadada mujer de negocios que lo pierde todo cuando la envían a prisión por tráfico de influencias. Al salir, está dispuesta a convertirse en la empresaria favorita de Estados Unidos, pero no todos están dispuestos a perdonarla tan fácilmente. Darnell se verá obligada a trabajar con una empleada a la que trataba mal y con la hija de esta, una entregada Girl Scout que le da la idea de dedicarse al imperio del brownie para así iniciar un negocio.

## Reparto
- Melissa McCarthy como Michelle Darnell.
- Kristen Bell como Claire Rawlings.
- Ella Anderson como Rachel Rawlings.
- Peter Dinklage como Renault.
- Tyler Labine como Mike.
- Kathy Bates como Ida Marquette.
- Annie Mumolo como Helen Kreagan.
- Margo Martindale como Hermana Aluminata.
- Dax Shepard como Kyle
- Kristen Schaal como Sandy.
- Timothy Simons como Stephan.
- Cecily Strong como Dana Dandridge.
- Parker Young como Moisa.
- Cedric Yarbough como Tito.
- Ben Falcone como Marty.
- Aleandra Newcomb como Mariana.
- Eva Peterson como Chrystal Delvechio.
- Presley Coley como Hannah Kreagan.
- Mary Sohn como Jan Keller.
- Isabella Amara como Michelle a los 15 años de edad.

## Producción
Inicialmente la película se titulaba como Michelle Darnell, la película está dirigida por Ben Falcone (Tammy), y está basada en un personaje creado por Melissa McCarthy, quien además escribió el guion junto con Ben Falcone y Steve Mallory. Los productores son Melissa McCarthy y Ben Falcone, de On the Day, así como Will Ferrell, Adam McKay y Chris Henchy, de Gary Sánchez Productions.

### Casting
Peter Dinklage fue de los primeros confirmados en el reparto, el estudio también consideró a Oprah Winfrey, Jon Hamm y Sandra Bullock como posibles personajes en la película, pero, más tarde fueron rechazados. Kathy Bates se unió al reparto para jugar el papel del mentor de Darnell. También Kristen Bell fue introducida para interpretar a Claire, ex asistente personal de Darnell.

### Rodaje
Las primeras escenas comenzaron a grabarse el 12 de marzo de 2015, en Atlanta, Georgia. También, se ha filmado en numerosos lugares de interés incluyendo Agnes Scott College, de la avenida de la Media Luna en Midtown, Glenwood Park y la zona de Buckhead Loop.

### Estreno
El primer tráiler oficial de la película fue lanzado el 19 de noviembre de 2015. Universal Pictures anunció la fecha de estreno de la película, la cual sería el 8 de abril de 2016.
| País           | Estreno            |
| -------------- | ------------------ |
| Estados Unidos | 8 de abril de 2016 |
| Chile          | 5 de mayo de 2016  |
| España         | 20 de mayo de 2016 |